# François Sureau
François Sureau, nacido el 19 de septiembre de 1957 en París, es un funcionario público, abogado y escritor francés, miembro de la Academia francesa, donde ocupa desde el 15 de octubre de 2020 el asiento número 24 que ocupó previamente Max Gallo.

## Datos biográficos
François Maurice Christophe Sureau es hijo de Claude Sureau, antiguo presidente de la Academia nacional de medicina y el hermano de Véronique Sales.
Después estudiar en el liceo Saint-Louis-de-Gonzague y en el Instituto de estudios políticos de París, se recibió en la Escuela nacional de administración (ENA).
Fue auditor del Consejo de Estado de Francia.
En junio de 2014, asume el cargo de abogado  del Consejo de Estado y el Tribunal de casación. Se asoció entonces con Patrice Spinosi, igualmente abogado a dichos consejos, para formar la SCP Spinosi & Sureau.
El 5 de febrero de 2021, se retira de la calidad de abogado a los consejos a causa de su elección a la Academia francesa.
Desde 2014 actúa en favor de las libertades libertades públicas, en contra del estado de urgencia y, más generalmente, contra de las disposiciones legislativas que considera como represivas. Sus principales alegatos al Consejo constitucional han sido publicados en 2017 bajo el título de Para la libertad.
Miembro del comité de redacción de la revista Commentaire, mantuvo de 2016 a 2019 una crónica semanal en La Croix.
Oficial de reserva desde 2004, como especialista en el ejército de Tierra, sirvió con el grado de coronel.  De 2011 a 2019, trabajó en el estado mayor de la Legión Extranjera.
Fue candidato a ocupar un asiento en la Academia francesa en 2004 contendiendo por la butaca de Maurice Rheims siendo impedido en su intención al ganarle la elección Alain Robbe-Grillet. Es elegido finalmente el año de 2020 en la primera vuelta, por 19 de 27 votos, a la butaca que había ocupado Max Gallo.
Es miembro del Club de los juristas de Francia, un círculo de reflexión presidido por Bernard Cazeneuve.
En 2016, François Sureau es el primer redactor de los estatutos de La República en Marcha, el partido político fundado por Emmanuel Macron.

## Distinciones
- Premio Paul-Flat de la Academia francesa (1989, último récipiendaire)[16]
- Gran premio de la novela de la Academia francesa (1991)[16]
- Premios Goncourt de la nueva (1997)[17]
- #Premio Mediterráneo (2003)[18]
- Premio Combourg (2016)[19]

### Principales publicaciones
- Tierra desconocida, relato de viaje, París, Saint-Germain-de los-Prados, 1983
- Al este del mundo, con Gilles Etrillard, París, Fayard, 1983
- La Independencia a la prueba (economía), París, Odile Jacob, 1988
- La Corrupción del siglo, París, Gallimard, 1988  , premio Colette y premio Paul-Flat de la Academia francesa 1989
- Chico, de qué escribir, con Tejanos de Ormesson, París, Gallimard, 1989
- El Infortune, París, Gallimard, 1990, gran premio de la novela de la Academia francesa
- El ala de nuestras quimeras, París, Gallimard, 1993
- Los Hombres no sabrán nada,[20] París, Grasset, 1995
- El Sphinx de Darwin,[21] París, Fayard, coll. « ecos », 1997, premios Goncourt de la nueva
- Lambert Pacha,[22] París, Grasset, 1998
- Los Alexandrins, París, Gallimard, 2003, #Premio Mediterráneo
- La Canción de Passavant (poesía), París, Gallimard, 2005  ( ), rééd. 2021[23]
- El Acatamiento, París, Gallimard, 2007
- Iñigo, retrato, París, Gallimard, 2010
- Sin ruido sin rastro (poesía), París, Gallimard, 2011
- El Camino de los difuntos, París, Gallimard, 2013
- Ya no pienso viajar - La muerte de Charles de Foucauld, París, Gallimard, 2016
- Sobre los bordes de toda - La canción de Passavant III (poesía), París, Gallimard, 2016
- Para la libertad. Responder al terrorismo por la razón, París, Tallandier, 2017
- Sin la libertad, París, Gallimard, coll[24]
- El Oro del tiempo, París, Gallimard|